# Хроматические вариации
Концертные хроматические вариации (фр. Variations chromatiques de concert) до минор Op. 3 — сочинение для фортепиано Жоржа Бизе, написанное в 1868 году. Средняя продолжительность звучания — 13-14 минут. Состоит из темы (Moderato maestoso), 14 вариаций и коды. Пьеса посвящена пианисту Стефану Геллеру.
Несмотря на то, что Вариации спорадически исполнялись (так, в 1890 г. рецензент отмечал изысканность и завершённость в их исполнении Клотильдой Клеберг), произведение считалось забытым вплоть до того времени, когда его воскресил Гленн Гульд, считавший, что Хроматические вариации — «один из очень немногих шедевров сольного фортепианного репертуара, возникших в третьей четверти XIX века». Гульд же в 1971 году впервые записал Вариации, существуют также записи Сетрака и Юлии Северус.
В 1933 г. пьеса была оркестрована Феликсом Вайнгартнером, эта версия была записана Луисвиллским оркестром под управлением Хорхе Местера.
В 1962 г. на музыку Хроматических вариаций Владимиром Бурмейстером был поставлен балет для парижской Гранд-опера.